# Brooke Annibale
Pour les articles homonymes, voir Annibale.
Brooke Annibale (née en juillet 1987) est une auteure-compositrice-interprète américaine originaire de Pittsburgh, en Pennsylvanie.

## Biographie
Brooke Annibale commence à écrire des chansons à l'âge de 15 ans et fait quelques prestations scéniques les environs de Pittsburgh. À l'âge de 17 ans, Brooke Annibale sort son premier album, les Memories in Melody, projet qu'elle réalise dans le cadre de ses études à la Moon Area High School. Après avoir obtenu son diplôme en 2005, elle va à l'université Belmont, où elle est diplômée en économie dans le secteur musical.
En 2010, Annibale fait une campagne Kickstarter pour financer son troisième album, qu'elle réalise avec le producteur Paul Moak, à Nashville. L'album, intitulé Silence Worth Breaking sort le 15 mars 2011. L'album reçoit des critiques positives dans la presse spécialisée,,,.
Words in Your Eyes, un EP, sort le 5 février 2013. Un nouvel album intitulé The Simple Fear, sort le 2 octobre 2015.

## Discographie

### Albums studio
- 2005 : Memories in Melody
- 2008 : The In Between
- 2011 : Silence Worth Breaking
- 2015 : The Simple Fear (Brooke Annibale Music)

### EP
- 2006 : The Nashville
- 2013 : Words in Your Eyes (Brooke Annibale Music)

### Singles
- 2011 : This Holiday (sorti le 15 novembre)
- 2013 : Yours and Mine

## Prix et nominations
| Année | Album                  | Organisation                         | Prix                        | Résultat   |
| ----- | ---------------------- | ------------------------------------ | --------------------------- | ---------- |
| 2012  | Silence Worth Breaking | 11th Annual Independent Music Awards | Meilleur album contemporain | Nomination |
| 2012  | Silence Worth Breaking | 11th Annual IMA VOX Populi Poll      | Meilleur album contemporain | Lauréat    |
| 2016  | The Simple Fear        | 15th Annual Independent Music Awards | Meilleur album de folk      | Lauréat    |